# Center for Contemporary Graphic Art
Das Center for Contemporary Graphic Art (jap. 現代グラフィックアートセンター, Gendai gurafikku āto sentā, kurz: CCGA) ist ein Kunstmuseum in Sukagawa in der Präfektur Fukushima. Es wurde am 20. April 1995 eröffnet. 
Ein Großteil der Werke stammt aus der Sammlung von Kenneth E. Tyler.